# Villa General Belgrano
Villa General Belgrano är en ort i Argentina.   Den ligger i provinsen Córdoba, i den centrala delen av landet, 700 km nordväst om huvudstaden Buenos Aires. Villa General Belgrano ligger 709 meter över havet och antalet invånare är 5 888.
Terrängen runt Villa General Belgrano är kuperad åt sydost, men åt nordväst är den platt. Villa General Belgrano ligger nere i en dal. Närmaste större samhälle är Santa Rosa de Calamuchita, 10,6 km söder om Villa General Belgrano.
Trakten runt Villa General Belgrano består i huvudsak av gräsmarker. Runt Villa General Belgrano är det glesbefolkat, med 10 invånare per kvadratkilometer.